# Dion Smith
Dion Smith (Taupaki, 3 de marzo de 1993) es un ciclista profesional neozelandés miembro del equipo Intermarché-Wanty.

## Palmarés
2014
- 1 etapa del Redlands Bicycle Classic

2016
- The REV Classic
- Trofeo Beaumont
- 2.º en el Campeonato de Nueva Zelanda en Ruta

2017
- 3.º en el Campeonato de Nueva Zelanda en Ruta

2020
- Coppa Sabatini

2025
- Volta NXT Classic

## Resultados en Grandes Vueltas y Campeonatos del Mundo
| Carrera         | Carrera         | 2014 | 2015 | 2016 | 2017  | 2018 | 2019 | 2020 | 2021 | 2022 | 2023  | 2024 | 2025 |
| --------------- | --------------- | ---- | ---- | ---- | ----- | ---- | ---- | ---- | ---- | ---- | ----- | ---- | ---- |
|                 | Giro de Italia  | —    | —    | —    | —     | —    | —    | —    | —    | —    | —     | 89.º | Ab.  |
|                 | Tour de Francia | —    | —    | —    | 124.º | 97.º | —    | —    | —    | —    | 111.º | —    | —    |
|                 | Vuelta a España | —    | —    | —    | —     | —    | 83.º | 74.º | —    | —    | —     | —    | —    |
| Mundial en Ruta | Mundial en Ruta | —    | —    | Ab.  | 129.º | Ab.  | Ab.  | Ab.  | —    | —    | —     | —    | —    |

—: no participa

Ab.: abandono